# Stazione di Borgsdorf
La stazione di Borgsdorf è la fermata ferroviaria che serve la località tedesca di Borgsdorf, frazione della città di Hohen Neuendorf.

## Movimento
La fermata è servita dalla linea S 1 della S-Bahn.

## Interscambi
- Fermata autobus